# ادیب تپه‌لی
ادیب تپه‌لی (انگلیسی: Edip Tepeli؛ زادهٔ ۱۸ آوریل ۱۹۸۹) بازیگر است. وی از سال ۲۰۰۸ میلادی تاکنون مشغول فعالیت بوده‌است.